# بلاك بيني
بلاك بيني (بالإنجليزية: Black Benny)‏ هو عازف جاز أمريكي، ولد في عقد 1890 في نيو أورلينز في الولايات المتحدة، وتوفي بنفس المكان في 1924.

## وصلات خارجية
- بلاك بيني على موقع ميوزك برينز (الإنجليزية)